# Acragas castaneiceps
Acragas castaneiceps là một loài nhện trong họ Salticidae.
Loài này thuộc chi Acragas. Acragas castaneiceps được Eugène Simon miêu tả năm 1900.